# Água de Pau
Água de Pau é uma vila e freguesia portuguesa do município de Lagoa, na Região Autónoma dos Açores, com 17,43 km² de área e 2919 habitantes (censo de 2021). A sua densidade populacional é 167,5 hab./km².
A localidade está situada a cerca de 17 km de Ponta Delgada e a 7 km da sede do município.
A povoação/freguesia de Água de Pau foi elevada à categoria de vila pelo Decreto Legislativo Regional n.o 29/2003/A.
Apresenta 17,43 km² de área e cerca de 3000 habitantes, com uma densidade populacional de 175,4 hab./km².
Grande parte da sua população dedica-se à agropecuária e à agricultura, sendo também de registar o número daqueles que têm a sua ocupação na construção civil, nos serviços e no comércio. O artesanato tem forte implantação na localidade, sendo de realçar os trabalhos em vime e de tecelagem.

## Demografia
A população registada nos censos foi:
| Distribuição da População por Grupos Etários | Distribuição da População por Grupos Etários | Distribuição da População por Grupos Etários | Distribuição da População por Grupos Etários | Distribuição da População por Grupos Etários |
| -------------------------------------------- | -------------------------------------------- | -------------------------------------------- | -------------------------------------------- | -------------------------------------------- |
| Ano                                          | 0-14 Anos                                    | 15-24 Anos                                   | 25-64 Anos                                   | > 65 Anos                                    |
| 2001                                         | 793                                          | 622                                          | 1398                                         | 309                                          |
| 2011                                         | 644                                          | 491                                          | 1611                                         | 312                                          |
| 2021                                         | 510                                          | 398                                          | 1625                                         | 386                                          |

Nota: Com lugares desta freguesia foi criada a freguesia de Ribeira Chã em 1966.

## História
No contexto do povoamento do arquipélago dos Açores é uma vila muito antiga, constituída em 28 de Julho de 1500.
A fixação dos primeiros habitantes na sua área terá ocorrido devido à presença de nascentes de água potável, por ser atravessada por uma ribeira que serviu como fonte de energia-motriz e, por último, devido ao facto de as suas terras serem férteis e abrigadas.

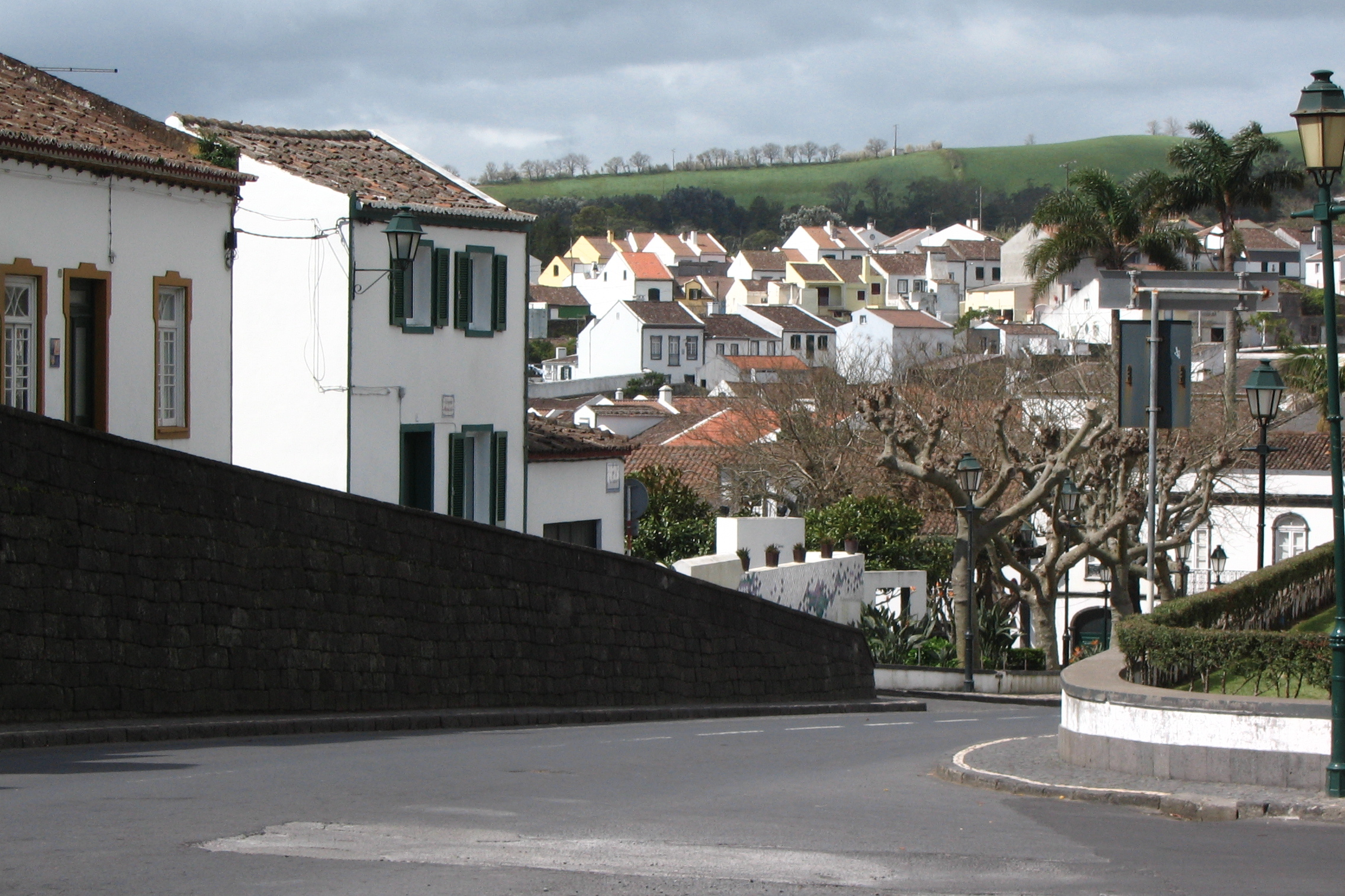
A vila de Água de Pau, nos Açores.

Sobre esta localidade referiu Gaspar Frutuoso:
"Água de Pau assim chamada porque, segundo alguns, indo por ali os antigos descobrindo a costa do mar, acharam uma ribeira que caía de um alto e não sabiam determinar se era pau, se água, mas chegando mais perto viram ser água que corria por um pau que ali estava derribado.
Mas, segundo outros mais certos, vendo os primeiros descobridores da ilha cair pela rocha a água desta ribeira, curva e arcada, para o mar, lhe parecia pau por onde a água corria, e uns apostavam com os outros que era pau, outros que era água, até que chegando mais perto viram ser ribeira, e pela diferença que tiveram sobre ela, se era pau ou água, ainda que por pau não corria, lhe chamaram Àgua do Pau."
No século XVI, a principal cultura terá sido a do pastel, enquanto que na zona do Paul existiam "pomares de muita fruta" enquanto na da Caloura predominavam a vinha e as figueiras.
A 28 de Julho de 1515, por carta régia de Manuel I de Portugal, Água de Pau foi elevada a Vila.
A vila de Água de Pau, integrava o povoado de Ribeira Chã. No século XIX, "devido à falta de recursos e de elementos indispensáveis para poder continuar a ter uma administração regular", o concelho de Água de Pau foi extinto por força do decreto de 19 de outubro de 1853, sendo o seu território incorporado no concelho da Lagoa. Pelo Decreto Legislativo Regional n.º 29/2003/A, de 24 de Junho, a freguesia de Água de Pau reforçou a categoria de "vila", que nunca perdeu.
Do ponto de vista cultural destaca-se a criação, em 1859, da primeira banda de música da localidade, "A União". A banda "Fraternidade Rural", ainda hoje existente, foi criada em 1867 com a designação de "Estímulo Artístico". Hoje, é grande o dinamismo da comunidade pauense na área da cultura, com a actividade das seguintes entidades: o Grupo Jovem Pauense, a Associação Musical "Os Amigos da Paz", o Grupo Musical "Lua Nova", o Grupo "Amantes da Musica", o Grupo de Escoteiros nº 97 da Vila de Água de Pau e ainda o Grupo "Luar de Agosto".

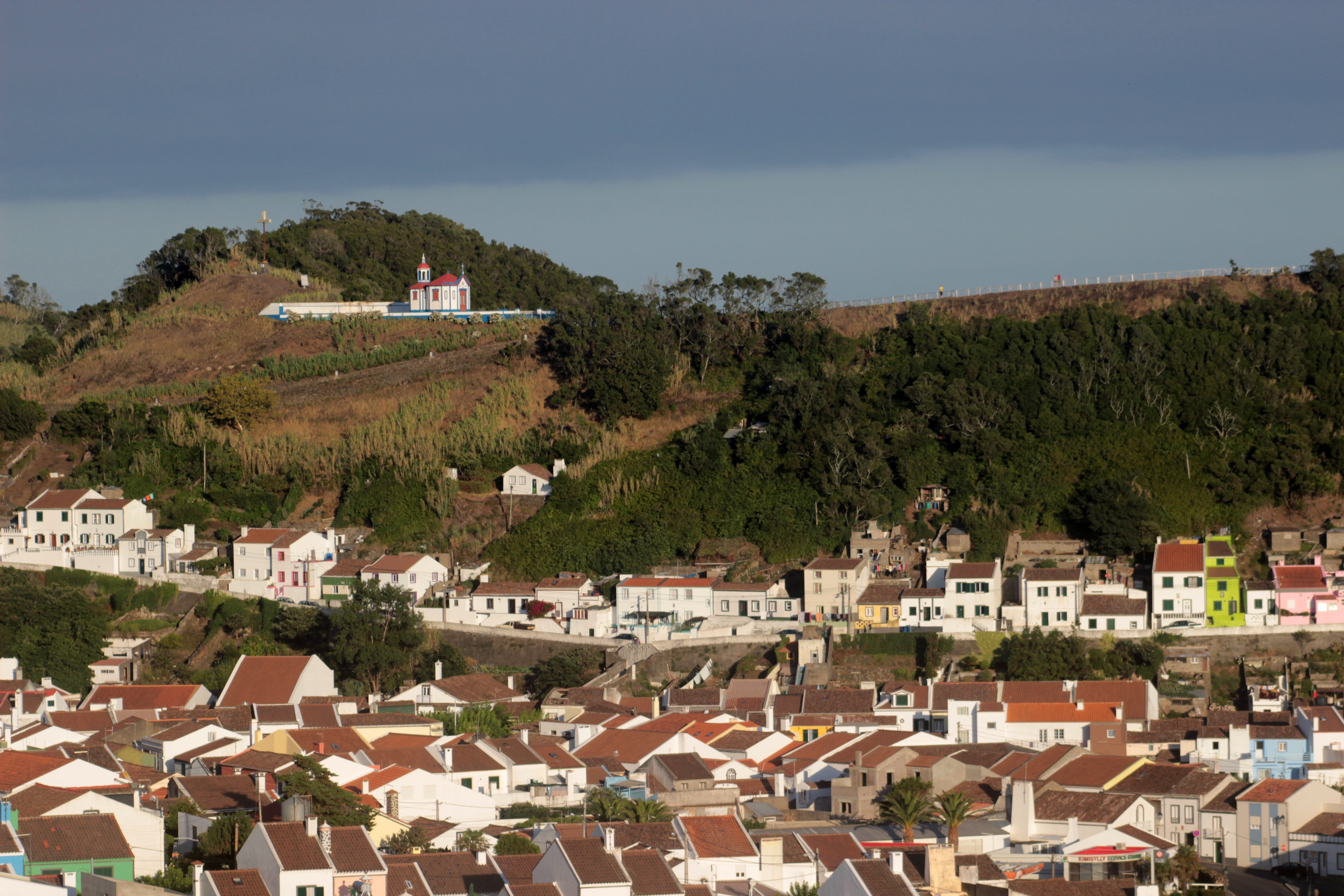
O Monte Santo com a sua Ermida.

Em 1918, a vila de Água de Pau tornou-se num reconhecido centro de peregrinações devido às aparições de Nossa Senhora decorridas no Monte Santo à menina Maria Joana Tavares do Canto. A notícia das aparições marianas terá causado grande alvoroço na comunidade local, e mesmo do exterior, dando lugar a que uma grande multidão se dirigisse ao local. No dia 5 de julho de 1918, uma Sexta-feira, na parte da tarde, na presença de cerca de doze mil pessoas, uma extraordinária visão do sol terá deixado entrever as figuras de Nossa Senhora, de Jesus Cristo, de Anjos, e até os contornos de uma igreja. Em 1931 foi edificada a Ermida de Nossa Senhora do Monte Santo para o culto dos fiéis devotos dessa aparição da Santíssima Virgem Maria no referido local.

## Património edificado

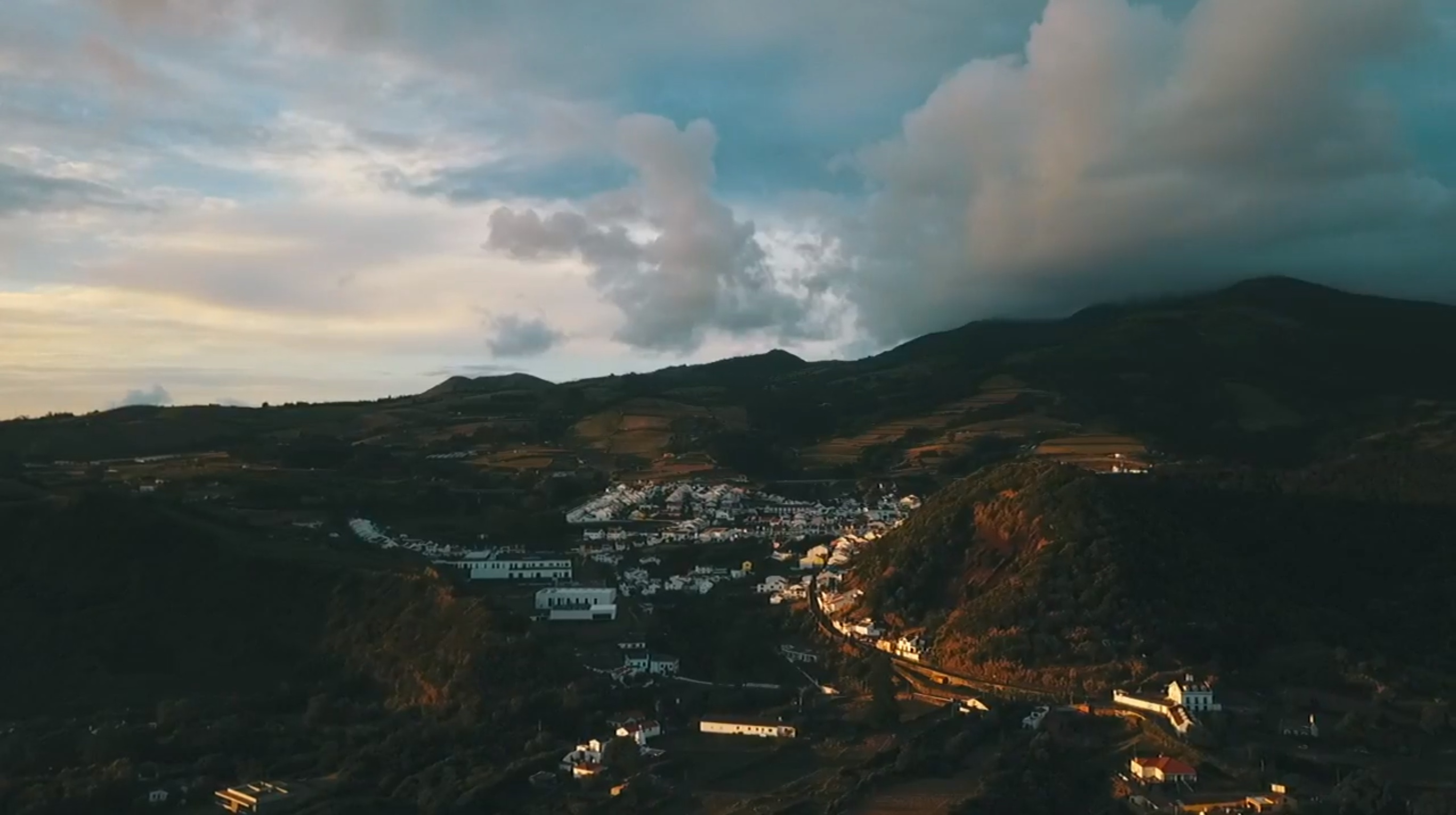
A vila de Água de Pau

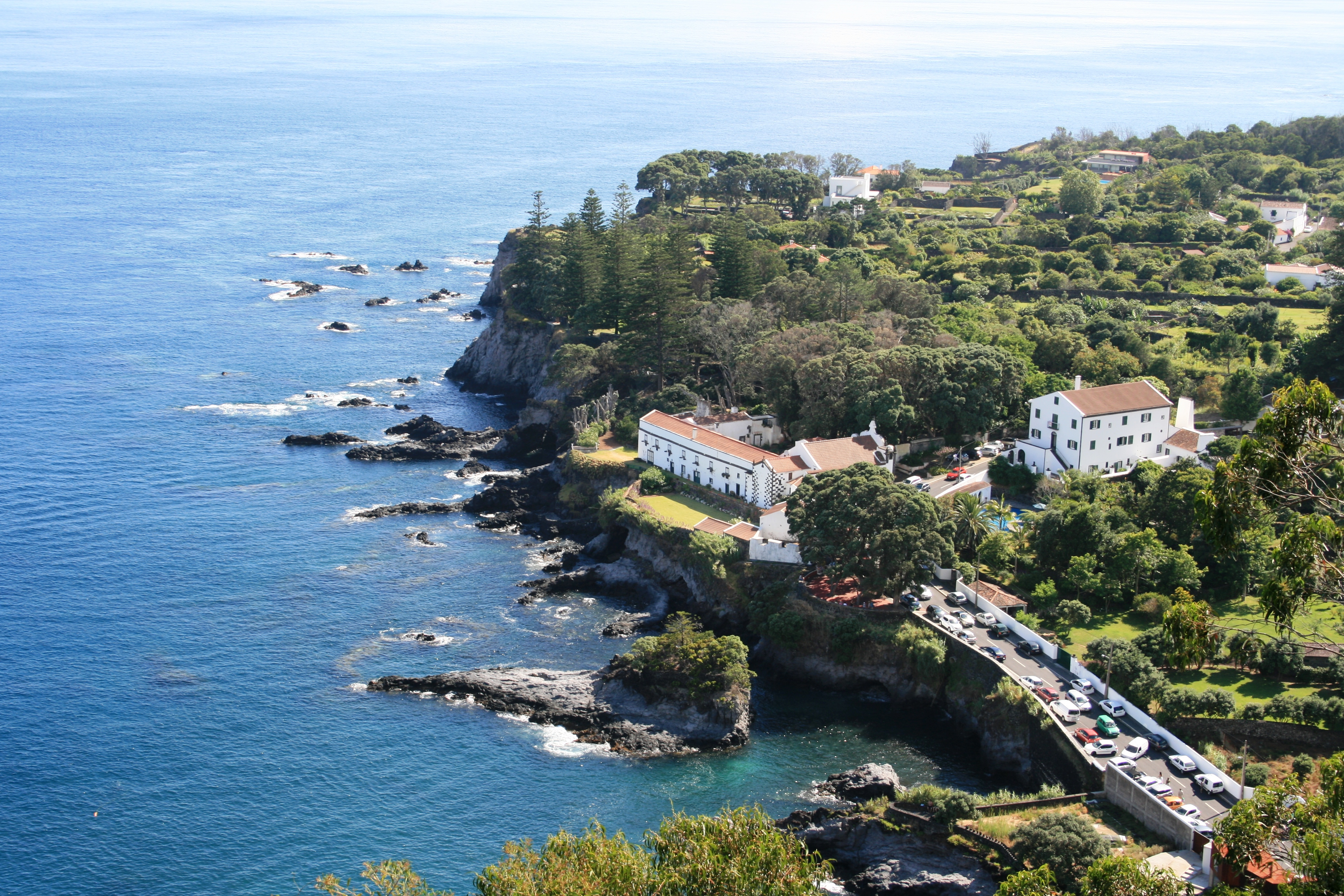
Vista geral do Convento da Caloura.

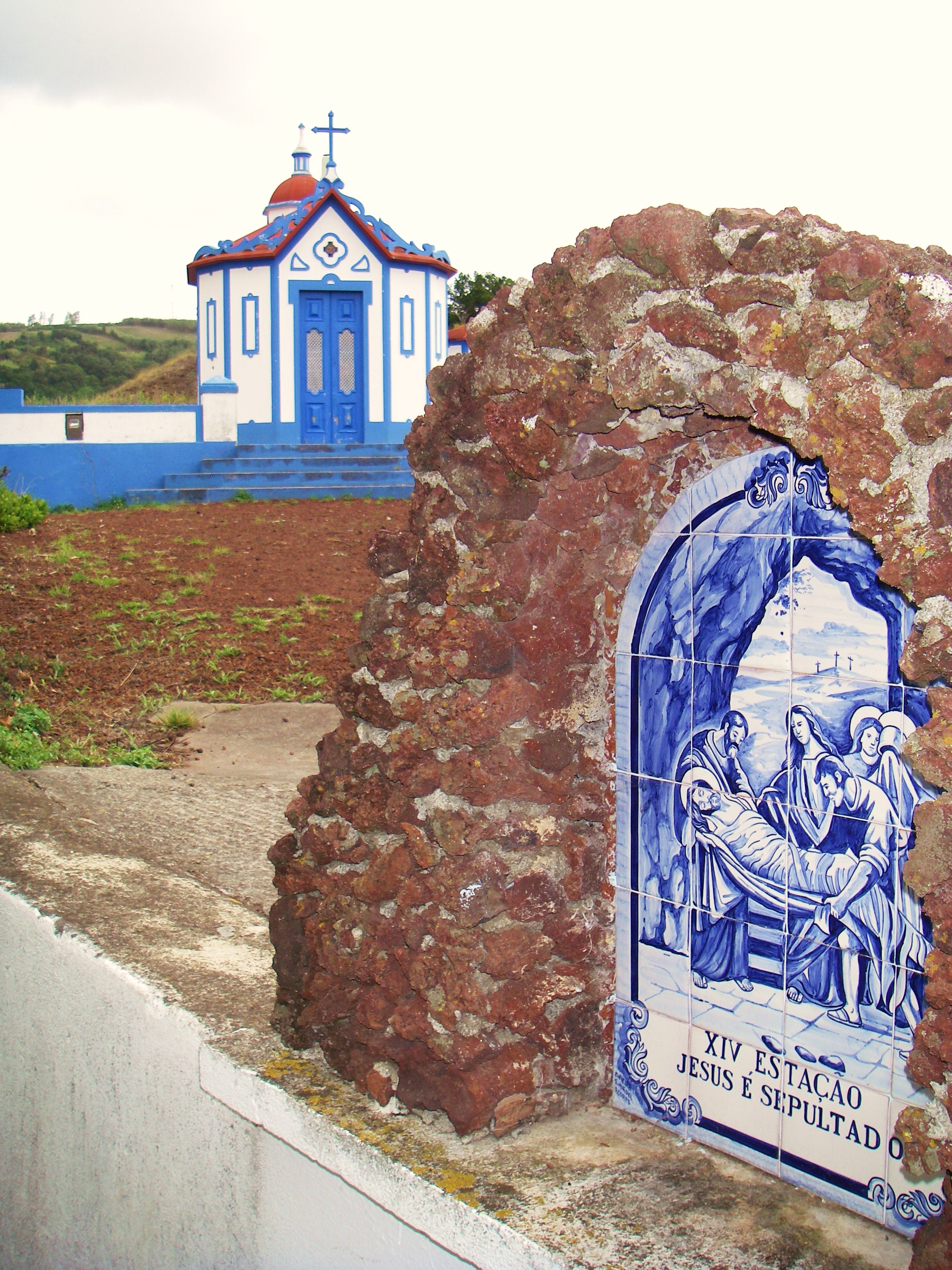
A Ermida do Monte Santo.

A sua primitiva igreja foi condecorada pelo mesmo soberano com o hábito de Cristo em 1521, tendo sido destruída pelo terramoto de 1522. A sua reconstrução iniciou-se em 10 de Novembro de 1525.
Além da igreja matriz, contou ainda com os seguintes templos, a maioria já desaparecidos:
- Convento da Caloura
- Igreja de Nossa Senhora dos Anjos
- Igreja de Nossa Senhora da Ajuda
- Ermida de Nossa Senhora de Monserrate
- Ermida de Nossa Senhora do Monte Santo
- Igreja de São Pedro
- Igreja de Nossa Senhora do Rosário
- Igreja de São Sebastião
- Igreja de Nossa Senhora das Dores
- Igreja de Nossa Senhora da Conceição

Em termos de arquitetura militar, contou para sua defesa com o:
- Bateria de Nossa Senhora da Conceição de Caloura
- Forte da Canada do Castelo
- Forte de Nossa Senhora da Vitória de Água de Pau

## Cultura
- Casa do Pescador - inaugurada a 6 de Agosto de 2003, para além da sua vertente museológica, tem por objectivo dar assistência aos pescadores da Caloura, promovendo encontros, colóquios e outros meios de formação
- Museu das Lavadeiras - reconstruído a partir dos lavadouros públicos Tanques do Paul, constituídos por doze pias de pedra basáltica,

construídos em 1949.
- Núcleos Museológicos da Casa da Junta: Museu da Adega Regional, Museu dos Teares e Museu da Capacharia

## Património natural
- Serra de Água de Pau

## Personalidades
- João José do Amaral